# Radnovce
Radnovce (allemand : Radnoth,  hongrois : Nemesradnót) est un village de Slovaquie situé dans la région de Banská Bystrica.

## Histoire
La première mention écrite du village date de 1332.
La localité fut annexée par la Hongrie après le premier arbitrage de Vienne le 2 novembre 1938. En 1938, on comptait 512 habitants dont 2 d'origine juive. Elle faisait partie du district de Rimavská Sobota (hongrois : Rimaszombati járás). Le nom de la localité avant la Seconde Guerre mondiale était Radnovce/Radnót. Durant la période 1938 - 1945, le nom hongrois Nemesradnót était d'usage. À la libération, la commune a été réintégrée dans la Tchécoslovaquie reconstituée.

## Démographie

### Évolution de la population
| Année:               | 1994. | 2004.    | 2014.    | 2024.    |
| -------------------- | ----- | -------- | -------- | -------- |
| Nombre de personnes: | 585   | 695      | 881      | 1020     |
| Différence:          |       | +18,80 % | +26,76 % | +15,77 % |

| Année:               | 2023. | 2024.   |
| -------------------- | ----- | ------- |
| Nombre de personnes: | 1034  | 1020    |
| Différence:          |       | -1,35 % |